# Maidenhead United Football Club
El Maidenhead United Football Club es un club de fútbol semiprofesional inglés en Maidenhead, Berkshire. Actualmente juegan en la Conference North, el sexto nivel del fútbol inglés.
El club fue fundado en 1870 y se trasladó a su actual terreno en York Road al año siguiente, La Football Association ha reconocido que es «El estadio más viejo de fútbol continuamente usado por el mismo club».

## Historia

### Orígenes
Los orígenes de fútbol en Maidenhead pueden ser remontados hasta octubre de 1870 con la formación de Maidenhead Football Club, quien posteriormente jugó su primer juego en diciembre de 1870 contra Windsor Home Park sobre un sitio cerca del Río Támesis, El 16 de febrero de 1871 el club jugó su primer juego sobre el York Road contra Marlow. El club fue uno de los 15 participantes originales para la primera FA Cup. La siguiente temporada alcanzaron los cuartos de final perdiendo contra Oxford University. Maidenhead llegó a cuartos de final en las próximas dos temporadas, pero en 1876 se retiró, volviendo la temporada siguiente. También entraron en la primera Berks & Bucks Cup y la primera FA Amateur Cup en 1893.

## Estadio
El Maidenhead United juega sus partidos en casa en York Road, Maidenhead, Berkshire, SL6 1SF.
York Road, que había sido un terreno de críquet a partir de finales del siglo XVIII, ahora oficialmente es reconocido como " el estadio más viejo de fútbol continuamente usado por el mismo club " eclipsando a Northwich Victoria F.C. quien viene reclamando este título.

## Palmarés
| Competición nacional        | Títulos | Subcampeonatos |
| --------------------------- | ------- | -------------- |
| National League South (1/0) | 2016–17 |                |